# Lopeník
Lopeník település Csehországban, a Uherské Hradiště-i járásban. Lopeník Vápenice, Vyškovec, Komňa, Bánov, Březová és Bystřice pod Lopeníkem településekkel határos. Lakosainak száma 238 fő (2024. január 1.).

## Népesség
A település lakosságának változását az alábbi diagram mutatja:
| Lakosok száma | 799  | 960  | 997  | 888  | 381  | 193  | 206  | 235  | 235  | 238  |
|               | 1869 | 1900 | 1921 | 1961 | 1980 | 2011 | 2016 | 2019 | 2021 | 2024 |